# Allopachria
Allopachria es un género de coleópteros adéfagos  perteneciente a la familia Dytiscidae. 

## Especies seleccionadas
- Allopachria abnormipenis	Wewalka 2000
- Allopachria balkei	Wewalka 2000
- Allopachria barong	Hendrich, Balke & Wewalka 1995
- Allopachria beeri	Wewalka 2000
- Allopachria bianae	Wewalka 2010
- Allopachria bimaculata	(Sato 1972)
- Allopachria dieterlei	Wewalka 2000
- Allopachria dieterleorum	Wewalka 2000
- Allopachria dudgeoni	Wewalka 2000
- Allopachria ernsti	Wewalka 2000
- Allopachria friedrichi	Wewalka 2000
- Allopachria froehlichi	Wewalka 2000